# 478

478(사백칠십팔)은 477보다 크고 479보다 작은 자연수다.

## 수학
- 합성수로, 그 약수는 1, 2, 239, 478이다. 진약수의 합은 242이므로, 478은 부족수다.
  - 147번째 반소수다. 앞의 반소수는 473, 다음 반소수는 481이다.
- {\displaystyle 51^{17}-1}은 478로 나누어떨어진다.

## 과학
- NGC 478(영어판): 고래자리 방향에 있는 나선 은하.

## 교통
- 일본 478번 국도(일본어판): 교토부 미야즈시에서 구세군 구미야마정까지 이어지는 일본의 국도.
- 현도 제478호선

## 군사
- U-478(영어판): 제2차 세계 대전에 사용된 나치 독일의 군용 잠수함.

## 문화유산
- 대한민국의 보물 제478호: 갑사동종
- 대한민국의 사적 제478호: 수원 화성행궁

## 기타
- 연도: 478년, 기원전 478년